# タカラバイオ
タカラバイオ株式会社は、滋賀県草津市に本社を置く、宝ホールディングス傘下のバイオテクノロジー関連の研究開発型企業である。遺伝子工学技術を中心としたバイオテクノロジーに強みがある。バイオ研究用試薬の製造販売、研究受託サービスを行っている。
1967年にタカラビールの製造から撤退する際、ビール醸造の技術者の一部を酒類で培った発酵技術を生かした研究部門に移したことがきっかけとなっており、成功しなかったビール事業が形を変えグループの収益の柱となっている。

## 沿革
- 1968年（昭和43年）4月 - 寶酒造でバイオテクノロジー事業を開始。
- 1970年（昭和45年） - 伏見にあった酒精研究所を滋賀県大津市瀬田に移し中央研究所に改める[3]。世界初のブナシメジの人工栽培に成功[2]。
- 1979年（昭和54年） -  日本製としては初の制限酵素試薬の販売を開始したが、月商は15万円だった[4]。
- 2000年（平成12年）7月 - ドラゴンジェノミクス株式会社でゲノム解析事業を開始。
- 2002年（平成14年）4月 - 寶酒造の持株会社化に伴い、バイオテクノロジー事業を分離し、タカラバイオ株式会社を設立。
- 2004年（平成16年）
  - 12月7日 - 東京証券取引所マザーズ市場に上場。
  - 12月13日 - マツタケのゲノム解析をホールゲノムショットガン方式で完了。
- 2005年（平成17年）9月 - 米国のベクトン・ディッキンソンよりClontech事業を6,000万ドルで買収完了[5]。
- 2008年（平成20年）
  - 6月16日 - マツタケ子実体原基を発生させる培養技術を確立。
  - 10月7日 - 再発白血病に対するHSV-TK遺伝子治療の治験を開始。
  - 12月1日 - カリフォルニア大学（UCLA）が実施する悪性黒色腫を対象とした遺伝子治療の臨床試験にレトロネクチンRをライセンス供給。
  - 12月25日 - 米国セント・ジュード小児研究病院が実施する急性リンパ性白血病を対象とした新しいタイプの遺伝子治療臨床試験に対してレトロネクチンRをライセンス供給。
- 2009年（平成21年）
  - 1月14日 - 国内産「明日葉」100%のサプリメント「明日葉＜粒状タイプ＞」リニューアル発売。
  - 1月26日 - ガゴメ昆布「フコイダン」シリーズ「TaKaRaフコイダン＜カプセル＞」新発売。
  - 3月3日 - ヒトiPS細胞作製用試薬を新発売。
  - 3月9日 - EUの多施設で実施される急性リンパ性白血病の遺伝子治療臨床試験（Childhope Project）にレトロネクチンRを提供。
  - 3月11日 - スペインの試薬メーカーであるバイオツールズ社にLA-PCR法のライセンスを供与。
  - 3月16日 - タカラバイオと鹿児島大学大学院連合農学研究科との連携大学院において学生で第一号の博士（農学）が誕生。
  - 4月2日 - レトロネクチンRで活性化するリンパ球の拡大培養法に基づくがん細胞免疫療法の臨床研究を京都府立医科大学で開始。
  - 4月8日 - iPS細胞作製に関する特許の、全世界での研究用途向けのライセンスをiPSアカデミアジャパン社より取得。
- 2014年（平成26年）6月 - 京都大学iPS細胞研究所発のベンチャー企業「iHeat Japan」から技術移転を受け、iPS細胞を心筋細胞に分化誘導する技術や特許をアジアで独占的に使用できるようになった。製薬会社や大学に心筋細胞を販売し、心疾患の新薬開発へつなげてもらう考えを発表した[6]。
- 2015年（平成27年）8月 - 本社を大津市から草津市へ移転
- 2016年（平成28年）3月31日 - 東京証券取引所第1部に市場変更。
- 2019年（平成31年）
  - 1月1日 - 健康食品事業を吸収分割により、シオノギヘルスケアへ譲渡[7][8]。
  - 3月1日 - キノコ事業を雪国まいたけへ譲渡[9]。
- 2021年（令和3年）8月7日 - COVID-19のPCR検査試薬を販売開始[10]。デルタ株へも対応している[10]。

## 所在地
- 本社 - 滋賀県草津市
- 東京支店 - 東京都中央区
- ドラゴンジェノミクスセンター - 三重県四日市市
- 楠工場 - 三重県四日市市

## 事業内容
決算短信、タカラバイオホームページに基づく。
- 遺伝子工学研究
  - 研究用試薬
  - 理化学機器
  - 研究受託サービス
- 遺伝子医療
  - 遺伝子治療
  - 細胞医療
- 医食品バイオ
  - キノコ（ハタケシメジ、ホンシメジ）
  - バイオ医食品（フコイダン関連製品、寒天オリゴ糖関連製品、明日葉カルコン関連製品）

## テレビ番組
- 日経スペシャル ガイアの夜明け 風雲!きのこ三国志 ～夢のキノコで覇権を握れ～（2005年5月24日、テレビ東京）[12] - ホンシメジの量産化を取材。

## 連結子会社
2013年3月末現在
- 宝生物工程（大連）有限公司
- Takara Korea Biomedical Inc.
- DSS Takara Bio India Private Limited
- Takara Bio USA Holdings Inc.
- Clontech Laboratories, Inc.
- Takara Bio Europe S.A.S.
- 宝日医生物技術（北京）有限公司